# Stockton (California)
Stockton è una città di circa 302 389 abitanti dello stato della California, negli Stati Uniti d'America.
È il capoluogo della contea di San Joaquin e sede vescovile. La città venne incorporata come municipalità nel 1850.
Particolarmente conosciuta per essere la città natale dei fratelli Diaz, Nick e Nate, artisti marziali in UFC.

## Geografia fisica

### Clima
| Dati climatici di Stockton, CA | Mesi | Mesi | Mesi | Mesi | Mesi | Mesi | Mesi | Mesi | Mesi | Mesi | Mesi | Mesi | Stagioni | Stagioni | Stagioni | Stagioni | Anno  |
| Dati climatici di Stockton, CA | Gen  | Feb  | Mar  | Apr  | Mag  | Giu  | Lug  | Ago  | Set  | Ott  | Nov  | Dic  | Inv      | Pri      | Est      | Aut      | Anno  |
| ------------------------------ | ---- | ---- | ---- | ---- | ---- | ---- | ---- | ---- | ---- | ---- | ---- | ---- | -------- | -------- | -------- | -------- | ----- |
| T. max. media (°C)             | 12,1 | 16,2 | 18,9 | 22,9 | 27,3 | 31,6 | 34,3 | 33,6 | 31,2 | 25,8 | 17,7 | 12,1 | 13,5     | 23,0     | 33,2     | 24,9     | 23,6  |
| T. min. media (°C)             | 3,3  | 5,0  | 6,4  | 8,1  | 11,1 | 14,1 | 16,0 | 15,7 | 14,1 | 10,2 | 5,6  | 2,6  | 3,6      | 8,5      | 15,3     | 10,0     | 9,4   |
| Precipitazioni (mm)            | 68,8 | 62,5 | 57,9 | 24,4 | 12,7 | 2,3  | 1,3  | 1,3  | 8,4  | 20,8 | 45,0 | 46,2 | 177,5    | 95,0     | 4,9      | 74,2     | 351,6 |

## Infrastrutture e trasporti
La città è servita dal servizio ferroviario suburbano Altamont Corridor Express.

## Amministrazione

### Gemellaggi
- Shizuoka
- Iloilo
- Empalme
- Foshan
- Parma[Collaborazione internazionale, non gemellaggio]
- Battambang
- Asaba